# Liste des porte-drapeaux à la cérémonie d'ouverture des Jeux olympiques d'hiver de 2010
La liste ci-dessous répertorie la liste des porte-drapeaux lors de la cérémonie d'ouverture des Jeux olympiques d'hiver de 2010 à Vancouver (Canada), qui se déroule le 12 février 2010 à 18 h (UTC-8) au BC Place Stadium. Au cours de ce défilé, les athlètes de chacun des comités nationaux olympiques participants effectuent leur marche précédés du drapeau de leur pays, brandi par le porte-drapeau choisi par leur délégation.
Cette liste est classée dans l'ordre dans lequel les délégations nationales ont défilé. Conformément à la tradition, la délégation ouvrant la marche est celle de la Grèce, en sa qualité de pays fondateur des Jeux olympiques, et la dernière, clôturant la parade, est celle du pays hôte, ici le Canada. Comme toujours, l'ensemble des autres comités nationaux défilent dans l'ordre alphabétique de la langue de la nation organisatrice des Jeux : l'anglais.

## Liste des porte-drapeaux
La liste indique le nom de chaque délégation en français et en anglais.
| Ordre | CNO                                        | Nom anglais                               | Porte-drapeau                 | Sport                              |
| ----- | ------------------------------------------ | ----------------------------------------- | ----------------------------- | ---------------------------------- |
| 1     | Grèce                                      | Greece                                    | Athanássios Tsakíris          | Biathlon                           |
| 2     | Albanie                                    | Albania                                   | Erjon Tola                    | Ski alpin                          |
| 3     | Algérie                                    | Algeria                                   | Meidhi Khelifi                | Ski de fond                        |
| 4     | Andorre                                    | Andorra                                   | Lluis Marin                   | Snowboard                          |
| 5     | Argentine                                  | Argentina                                 | Cristian Simari Birkner       | Ski alpin                          |
| 6     | Arménie                                    | Armenia                                   | Arsen Nersisyan               | Ski alpin                          |
| 7     | Australie                                  | Australia                                 | Torah Bright                  | Snowboard                          |
| 8     | Autriche                                   | Austria                                   | Andreas Linger                | Luge                               |
| 9     | Azerbaïdjan                                | Azerbaijan                                | Fuat Guliyev                  | Ski alpin et Officiel              |
| 10    | Bélarus                                    | Belarus                                   | Oleg Antonenko                | Hockey sur glace                   |
| 11    | Belgique                                   | Belgium                                   | Kevin Van Der Perren          | Patinage artistique                |
| 12    | Bermudes                                   | Bermuda                                   | Tucker Murphy                 | Ski de fond                        |
| 13    | Bosnie-Herzégovine                         | Bosnia and Herzegovina                    | Zana Novakovic                | Ski alpin                          |
| 14    | Brésil                                     | Brazil                                    | Isabel Clark                  | Snowboard                          |
| 15    | Bulgarie                                   | Bulgaria                                  | Alexandra Jekova              | Snowboard                          |
| 16    | Îles Caïmans                               | Cayman Islands                            | Dow Travers                   | Ski alpin                          |
| 17    | Chili                                      | Chile                                     | Jorge Mandru                  | Ski alpin                          |
| 18    | République populaire de Chine              | People's Republic of China                | Xiaopeng Han                  | Ski acrobatique                    |
| 19    | Colombie                                   | Colombia                                  | Cynthia Denzler               | Ski alpin                          |
| 20    | Croatie                                    | Croatia                                   | Jakov Fak                     | Biathlon                           |
| 21    | Chypre                                     | Cyprus                                    | Christopher Papamichalopoulos | Ski alpin                          |
| 22    | République tchèque                         | Czech Republic                            | Jaromir Jagr                  | Hockey sur glace                   |
| 23    | République populaire démocratique de Corée | Democratic People's Republic of Korea     | Song Chol Ri                  | Patinage artistique                |
| 24    | Danemark                                   | Denmark                                   | Sophie Fjellvang-Soelling     | Ski cross                          |
| 25    | Estonie                                    | Estonia                                   | Roland Lessing                | Biathlon                           |
| 26    | Éthiopie                                   | Ethiopia                                  | Robel Teklemariam Zemichael   | Ski de fond                        |
| 27    | Finlande                                   | Finland                                   | Ville Peltonen                | Hockey sur glace                   |
| 28    | Ex-République yougoslave de Macédoine      | The Former Yugoslav Republic of Macedonia | Antonio Ristevski             | Ski alpin                          |
| 29    | France                                     | France                                    | Vincent Defrasne              | Biathlon                           |
| 30    | Géorgie                                    | Georgia                                   | Iason Abramashvili            | Ski alpin                          |
| 31    | Allemagne                                  | Germany                                   | Andre Lange                   | Bobsleigh                          |
| 32    | Ghana                                      | Ghana                                     | Kwame Nkrumah-Acheampong      | Ski alpin                          |
| 33    | Grande-Bretagne                            | Great Britain                             | Shelley Rudman                | Skeleton                           |
| 34    | Hong Kong, Chine                           | Hong Kong, China                          | Yueshuang Han                 | Patinage de vitesse (piste courte) |
| 35    | Hongrie                                    | Hungary                                   | Julia Sebestyen               | Patinage artistique                |
| 36    | Islande                                    | Iceland                                   | Bjoergvin Bjoergvinsson       | Ski alpin                          |
| 37    | Inde                                       | India                                     | Shiva Keshavan                | Luge                               |
| 38    | République islamique d'Iran                | Islamic Republic of Iran                  | Marjan Kalhor                 | Ski alpin                          |
| 39    | Irlande                                    | Ireland                                   | Aofie Hoey                    | Bobsleigh                          |
| 40    | Israël                                     | Israel                                    | Alexandra Zaretsky            | Patinage artistique                |
| 41    | Italie                                     | Italy                                     | Giorgio Di Centa              | Ski de fond                        |
| 42    | Jamaïque                                   | Jamaica                                   | Errol Kerr                    | Ski acrobatique                    |
| 43    | Japon                                      | Japan                                     | Tomomi Okazaki                | Patinage de vitesse                |
| 44    | Kazakhstan                                 | Kazakhstan                                | Dias Keneshev                 | Biathlon                           |
| 45    | République de Corée                        | Republic of Korea                         | Kwang-Bae Kang                | Bobsleigh                          |
| 46    | Kirghizistan                               | Kyrgyzstan                                | Dmitry Trelevski              | Ski alpin                          |
| 47    | Lettonie                                   | Latvia                                    | Martins Dukurs                | Skeleton                           |
| 48    | Liban                                      | Lebanon                                   | Chirine Njeim                 | Ski alpin                          |
| 49    | Liechtenstein                              | Liechtenstein                             | Richard Wunder                | Bobsleigh                          |
| 50    | Lituanie                                   | Lithuania                                 | Irina Terentjeva              | Ski de fond                        |
| 51    | Mexique                                    | Mexico                                    | Hubertus Von Hohenlohe        | Ski alpin                          |
| 52    | République de Moldova                      | Republic of Moldova                       | Victor Pinzaru                | Biathlon                           |
| 53    | Monaco                                     | Monaco                                    | Alexandra Coletti             | Ski alpin                          |
| 54    | Mongolie                                   | Mongolia                                  | Ochirsuren Erdene-Ochir       | Ski de fond                        |
| 55    | Monténégro                                 | Montenegro                                | Bojan Kosic                   | Ski alpin                          |
| 56    | Maroc                                      | Morocco                                   | Samir Azzimani                | Ski alpin                          |
| 57    | Népal                                      | Nepal                                     | Dachhiri Sherpa               | Ski de fond                        |
| 58    | Pays-Bas                                   | Netherlands                               | Timothy Beck                  | Ski de fond                        |
| 59    | Nouvelle-Zélande                           | New Zealand                               | Juliane Bray                  | Snowboard                          |
| 60    | Norvège                                    | Norway                                    | Tommy Jakobsen                | Hockey sur glace                   |
| 61    | Pakistan                                   | Pakistan                                  | Muhammad Abbas                | Ski alpin                          |
| 62    | Pérou                                      | Peru                                      | Roberto Carcelén              | Ski de fond                        |
| 63    | Pologne                                    | Poland                                    | Konrad Niedzwiedzki           | Patinage de vitesse                |
| 64    | Portugal                                   | Portugal                                  | Danny Silva                   | Ski de fond                        |
| 65    | Roumanie                                   | Romania                                   | Eva Tofalvi                   | Biathlon                           |
| 66    | Fédération de Russie                       | Russian Federation                        | Alekseï Morozov               | Hockey sur glace                   |
| 67    | Saint-Marin                                | San Marino                                | Marino Cardelli               | Ski alpin                          |
| 68    | Sénégal                                    | Senegal                                   | Leyti Seck                    | Ski alpin                          |
| 69    | Serbie                                     | Serbia                                    | Jelena Lolovic                | Ski alpin                          |
| 70    | Slovaquie                                  | Slovakia                                  | Zigmund Palffy                | Hockey sur glace                   |
| 71    | Slovénie                                   | Slovenia                                  | Tina Maze                     | Ski alpin                          |
| 72    | Afrique du Sud                             | South Africa                              | Oliver Kraas                  | Ski de fond                        |
| 73    | Espagne                                    | Spain                                     | Queralt Castellet             | Snowboard                          |
| 74    | Suède                                      | Sweden                                    | Peter Forsberg                | Hockey sur glace                   |
| 75    | Suisse                                     | Switzerland                               | Stéphane Lambiel              | Patinage artistique                |
| 76    | Chinese Taipei                             | Chinese Taipei                            | Ma Chih-hung                  | Luge                               |
| 77    | Tadjikistan                                | Tajikistan                                | Alisher Kudratov              | Ski alpin et Officiel              |
| 78    | Turquie                                    | Turkey                                    | Kelime Cetinkaya              | Ski de fond                        |
| 79    | Ukraine                                    | Ukraine                                   | Lilia Lúdan                   | Luge                               |
| 80    | États-Unis d'Amérique                      | United States of America                  | Mark Grimmette                | Luge                               |
| 81    | Ouzbékistan                                | Uzbekistan                                | Oleg Shamaev                  | Canada                             |
| 82    | Canada                                     | Canada                                    | Clara Hughes                  | Patinage de vitesse                |

## Source
- (fr)[PDF] Liste des porte-drapeau participant à la Cérémonie d'ouverture des Jeux olympiques d'hiver de 2010